# Калин Ђеорђеску
Калин Ђеорђеску (рум. Călin Georgescu; Букурешт, 26. март 1962), румунски је политичар и агроном. Био је кандидат за председника Румуније на председничким изборима 2024. Важи за популистичког и десничарског политичара.

## Биографија
Рођен је 26. марта 1962. у Букурешту, у тадашњој Народној Републици Румунији. Дипломирао је на Универзитету агрономских наука и ветеринарске медицине у Букурешту. Активно игра џудо. Ожењен је и отац троје деце.